# Erik G. Ljungqvist
Erik Gustaf Ljungqvist, känd som Erik G. Ljungqvist, född 2 juni 1860 i Svenljunga socken, Älvsborgs län, död 21 mars 1935 i Ockelbo församling i Gävleborgs län, var en svensk präst. 
Erik G. Ljungqvist var son till kyrkoherde Carl Ljungqvist och Charlotta Bolm.
Ljungqvist blev student vid Uppsala universitet 1879, teologie kandidat 1886 och prästvigdes samma år. Han var vikarierande lektor vid Norra Latin i Stockholm 1885–1888, domkyrkovicepastor i Uppsala 1887–1896 samt blev kyrkoherde i Ockelbo församling 1896 och kontraktsprost i Gästriklands västra kontrakt 1908. Han var utgivare av Pastoral Tidskrift 1902–1904 och utgav även kyrkohistoriska och liturgiska arbeten, kyrkliga flygskrifter, predikningar samt skrev artiklar i tidskrifter och tidningar.
Erik G. Ljungqvist gifte sig 1886 med Gertrud Jonzon (1858–1937), dotter till förste lantmätare Gustav Jonzon och Lovisa Schött. De fick sex barn: notarien Olof Gustaf Ljungqvist (1887–1952), Gunhild Charlotta Korch (1889–1962), folkskolläraren Ingrid Gertrud Ljungqvist-Melosch (1893–1972), civilingenjören Karl Erik Hjalmar Ljungqvist (1895–1972), försäkringsdirektören Gunnar Ljungqvist (1898–1968) och Karin Elisabet Ljungqvist (1900–1981). Han är genom sonen Gunnar farfar till Arne Ljungqvist och Bengt Ljungqvist.